# کندیره
کندیره (به عربی: کندیرة) یک شهرداری در الجزایر است که در استان بجایه واقع شده‌است.